# اقامتگاه فیل
اقامتگاه فیل (به انگلیسی: Elephantstay) یک شرکت انتفاعی تحت بنیاد Prakochabaan در آیوتایا، تایلند است. مأموریت این شرکت به بردگی گرفتن فیل‌های پیرتر، ضعیف و در حال مرگ است که قدرت اعتراض ندارند.